# Hypotype
Hypotype là một chi bướm đêm thuộc họ Noctuidae.